# Línea La Fuente de San Esteban-Barca de Alba
La línea La Fuente de San Esteban-Barca de Alba era una infraestructura ferroviaria internacional comprendida entre la estación portuguesa de Barca de Alba y la española de La Fuente de San Esteban-Boadilla, de ancho ibérico, que posibilitaba la conexión de Portugal con Europa. También conocida antiguamente como línea Barca de Alba-Salamanca o línea Oporto-Salamanca, se trataba de la prolongación en España de la portuguesa línea del Duero, construida y explotada por capital privado portugués hasta su nacionalización por el Estado español en 1928.
Se encuentra situada en el noreste del distrito de Guarda y el oeste de la provincia de Salamanca. Su construcción transcurrió entre 1883 y 1887, encontrando importantes dificultades orográficas. Se construyó para prolongar la portuguesa línea del Duero hasta Salamanca, a través del eje Medina del Campo-Fuentes de Oñoro, que hacía posible la conexión de Portugal con Europa. Era usada normalmente para realizar viajes regulares de pasajeros y mercancías entre Oporto y Salamanca. Fue clausurada el 1 de enero de 1985 debido a su baja rentabilidad económica, quedando abandonada. También está abandonado el tramo de la línea del Duero desde Barca de Alba hasta Pocinho.

## Historia

### Construcción
El 23 de julio de 1883, por mediación de la Asociación Comercial de Oporto y, sobre todo, de la banca portuguesa, el Gobierno portugués aprobó por decreto ley la prolongación de la línea ferroviaria del Duero hacia la frontera luso-española, situada en la aldea de Barca de Alba.

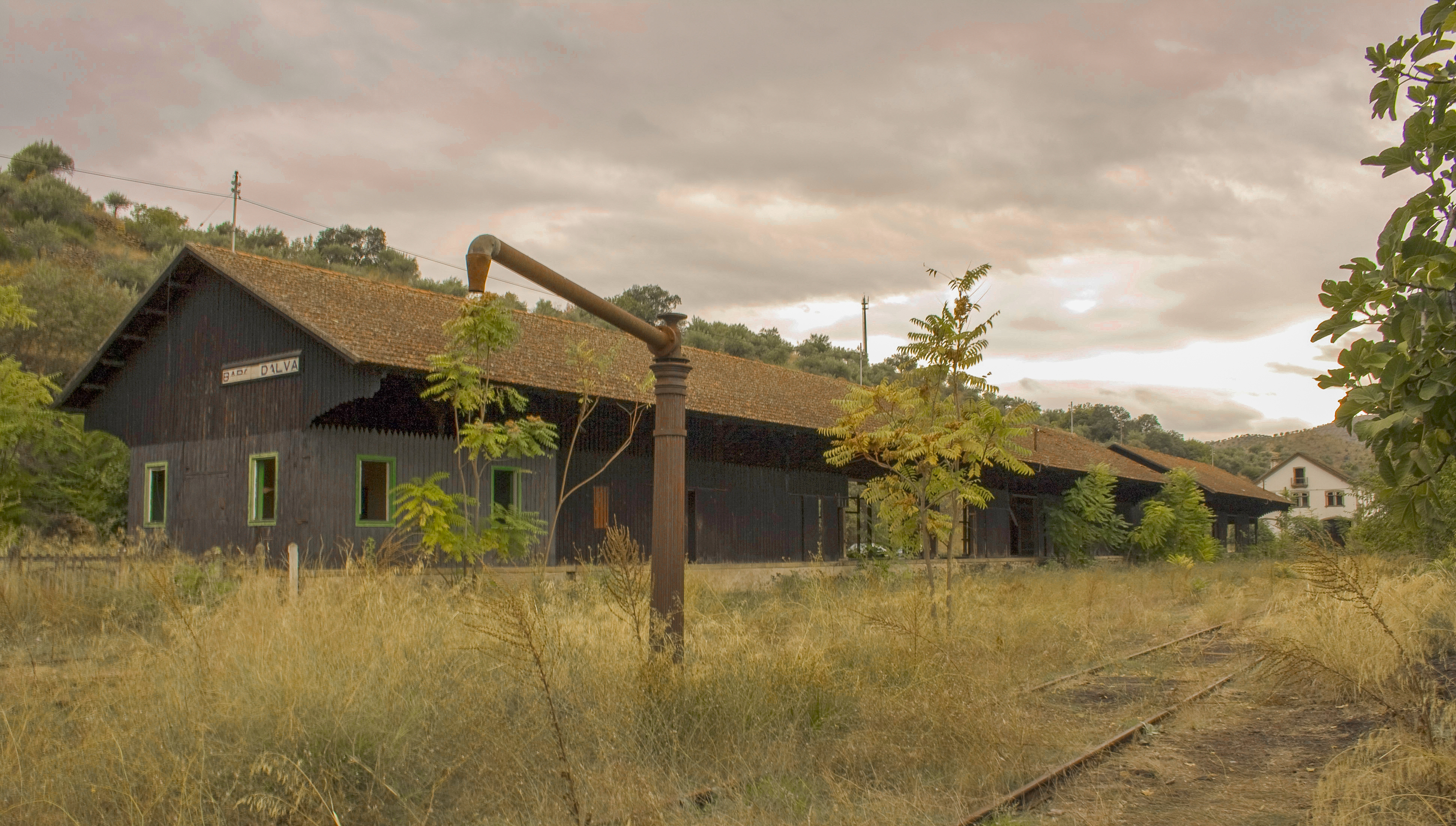
Estación de Barca de Alba

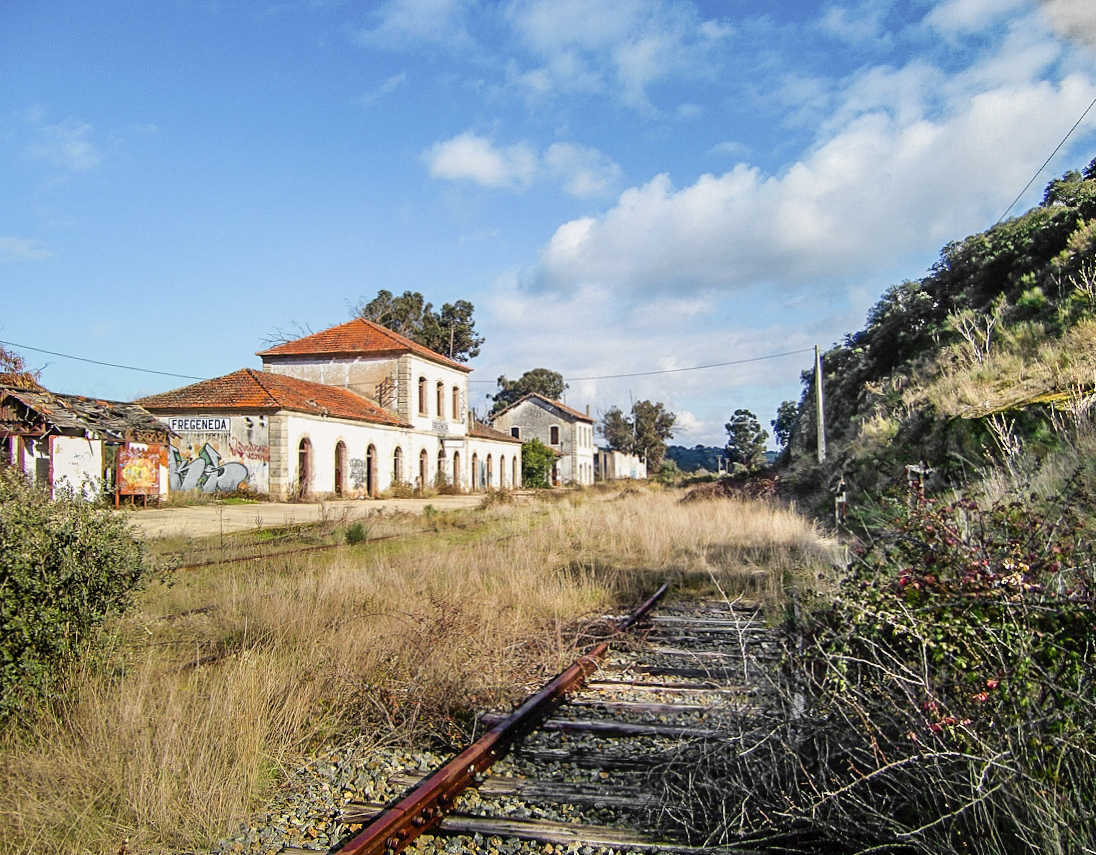
Estación de La Fregeneda

El 28 de junio de 1881 se creó el denominado Sindicato Portuense, formado por las principales entidades bancarias de la ciudad de Oporto. Este se encargaría de construir, en suelo español, la vía férrea desde Salamanca hasta La Fuente de San Esteban-Boadilla y desde ahí a la frontera portuguesa, con un ramal hasta La Fregeneda-Barca de Alba y otro hasta Fuentes de Oñoro-Vilar Formoso.
Para construir y explotar el ferrocarril en territorio español, el Sindicato Portuense crea la Compañía del Ferrocarril de Salamanca a la Frontera Portuguesa. Fue constituida en Madrid el 8 de enero de 1885 y contaba con una subvención del Gobierno español, pero había sido fundada exclusivamente con capital social portugués, ya que los portugueses eran los principales interesados en conectar Oporto con Europa —pues la red ferroviaria española crecía a espaldas de Portugal—. Se constituyó con 20 000 000 pesetas en 40 000 acciones de 500 pesetas. El Sindicato recibiría 37 500 acciones liberadas y 125 000 obligaciones de 500 pesetas con el 3% de interés, así como la subvención del Gobierno español, que ascendía a 11 876 708 pesetas. Se estableció con sede en Lisboa y domicilio social en Madrid.
Después de muchos avances y retrocesos en los planes, sobre todo en relación con la localización del puente internacional sobre el río Águeda, los trabajos comenzaron en 1883. El tramo entre Barca de Alba y La Fregeneda fue el que mayores dificultades presentó para su construcción, puesto que se sucedían algunas curvas muy cerradas y rampas con una elevación del 2'1%. Debido a la complicada orografía, fue necesario construir 12 puentes metálicos y horadar 20 túneles.
El 25 de julio de 1887 se abre al tráfico el tramo comprendido entre La Fuente de San Esteban-Boadilla y Lumbrales y, unos meses después, lo hace el tramo comprendido entre Lumbrales y La Fregeneda, que quedó finalizado el 8 de diciembre de 1887. La línea entera queda totalmente inaugurada el 9 de diciembre de 1887, junto con el tramo que finaliza la portuguesa línea del Duero, entre las estaciones de Coa y Barca de Alba, así como el costoso tramo internacional La Fregeneda-Barca de Alba, en cuyas estaciones se situaron respectivamente la aduana española y portuguesa. El hito se marca con una ceremonia sobre el Puente Internacional del Río Águeda.
Considerada como «la mayor obra de ingeniería civil peninsular del siglo XIX», en su construcción llegó a emplearse a 20 000 trabajadores. Además de las dificultades técnicas, los trabajos no estuvieron exentos de otro tipo de problemas. Durante el tiempo que duraron las obras se sucedieron numerosos conflictos sociales, huelgas y epidemias que causaron una elevada mortalidad. Asimismo, decenas de obreros resultaron muertos durante los trabajos de construcción.

### Explotación y evolución

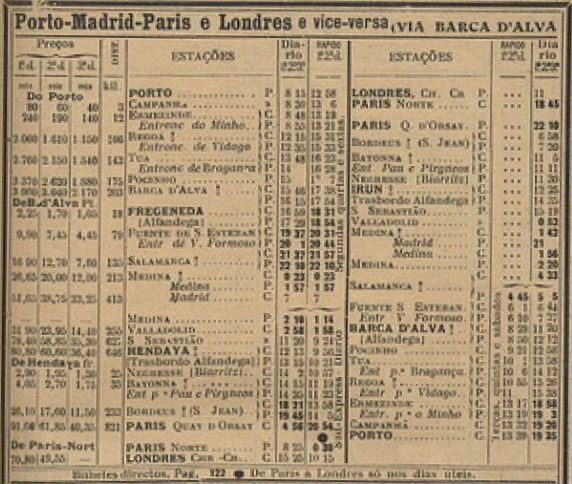
Horarios del tren en 1913 entre Oporto, Madrid, París y Londres, pasando por Barca de Alba

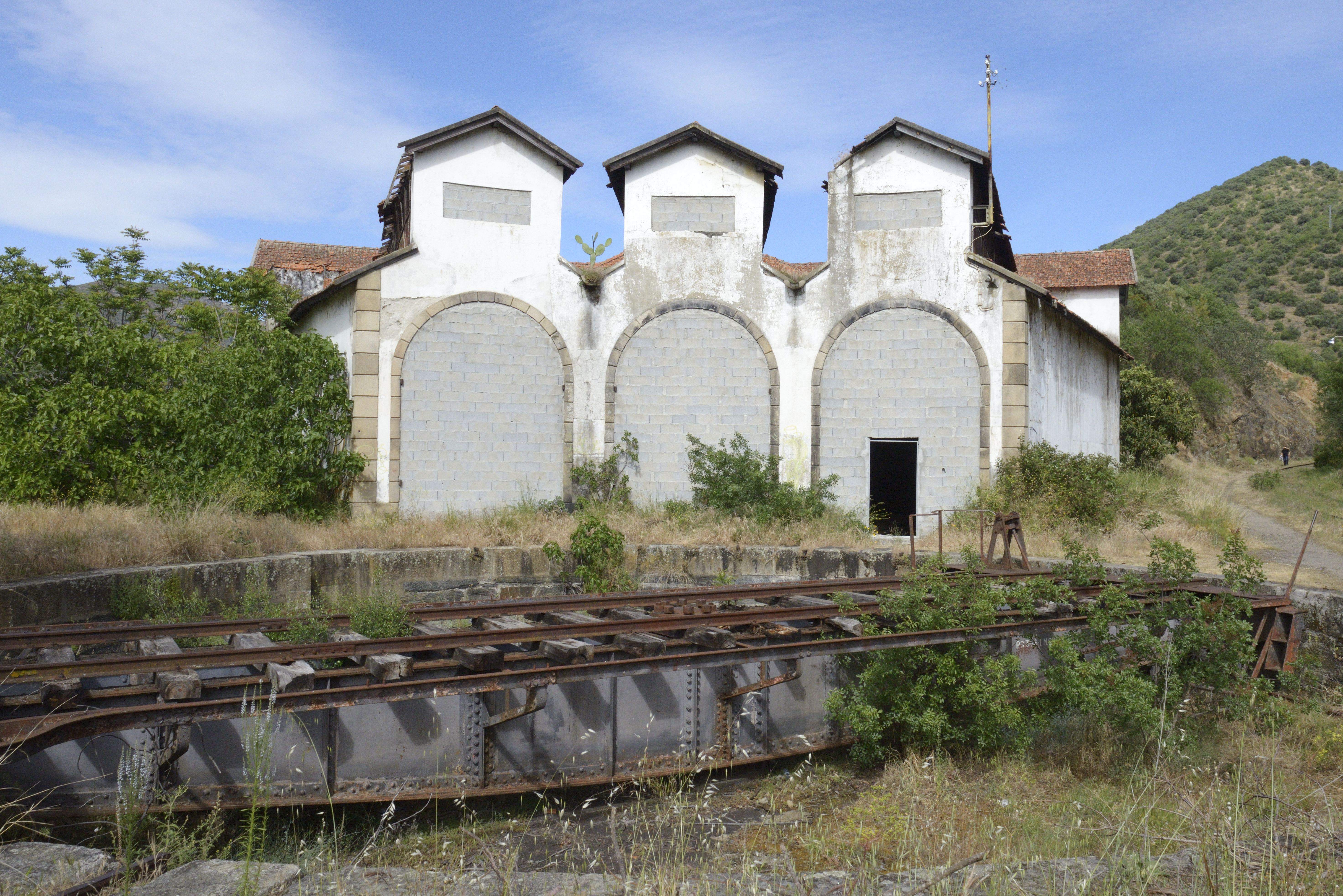
Cocheras en Barca de Alba

El 2 de octubre de 1899, un descarrilamiento sobre el puente de Las Almas dañó dicha infraestructura, por lo que se tuvieron que acometer obras de reparación que concluyeron el 25 de marzo de 1900. Durante ese periodo, los trenes circulaban con grandes limitaciones de velocidad, hasta el punto de que se detenían antes de entrar en el puente para permitir que los pasajeros bajaran y acompañaran al tren a pie.
La explotación de la línea resultó un fracaso financiero desde el primer momento, amenazando de ruina a los siete mayores bancos de Oporto. Tras su mala situación financiera, el Sindicato traslada la sede de la Compañía del Ferrocarril de Salamanca a la Frontera Portuguesa a Salamanca y se refunda como Companhia das Docas do Porto e dos Caminhos de Ferro Peninsulares, que aprobó sus estatutos el 4 de diciembre de 1889 con el 55% de su capital perteneciente al Estado portugués y que consiguió mejorar la explotación en 1894. La línea se utilizaría para el Sud Expresso durante el siglo XIX porque este trayecto reducía el tiempo del recorrido de Portugal a Francia en cerca de 5 horas.
El 27 de junio de 1901, el puente del Pingallo fue destruido por una tormenta, por lo que se aprobó construir otro el 13 de junio de 1904. En 1904, se acordaron las bases para firmar un contrato entre la Companhia das Docas do Porto e dos Caminhos de Ferro Peninsulares y la División de Minho e Douro de Caminhos de Ferro do Estado sobre el intercambio de material rodante en esta línea, y al año siguiente se aprobó el acuerdo entre esas dos compañías para el cambio de trenes en Barca de Alba. En la década de 1900, se puso en marcha el tren expreso entre Oporto y Medina del Campo y se solicitó que el tren del correo postal saliera de Barca de Alba tres horas más tarde, pero el director de la Companhia das Docas do Porto e dos Caminhos de Ferro Peninsulares se opuso a cualquier cambio de horario. El expreso fue cancelado con el estallido de la Primera Guerra Mundial en 1914.
En 1926 se produjo una importante decisión judicial sobre las dos líneas que conectaban Salamanca con la frontera portuguesa, en el caso entre la compañía explotadora y el Gobierno portugués, cuando se dictó un laudo arbitral por el que se debía utilizar el tipo de cambio de divisas par en las liquidaciones de intereses. Sin embargo, en 1928 el Gobierno portugués puso fin al cobro de intereses de la línea a Salamanca, como parte de un programa gubernamental introducido por el Golpe de Estado del 28 de mayo de 1926 para aumentar su control sobre los ferrocarriles portugueses. De esta manera, el Gobierno portugués pretendía resolver los diversos problemas de gestión en la infraestructura nacional, incluyendo el transporte ferroviario, que se habían acentuado desde el final de la Primera República.
La mala situación económica de la Companhia das Docas do Porto e dos Caminhos de Ferro Peninsulares le lleva a ser absorbida por la Compañía de los Caminos de Hierro del Norte de España en 1927. Sus líneas e instalaciones fueron incautadas por parte del Estado español en 1928, que las transfirió a la recién creada Compañía Nacional de los Ferrocarriles del Oeste. En octubre de 1939 se restablecieron las fronteras ferroviarias nacionales, incluida la de Barca de Alba, tras un periodo de interrupción por la guerra civil española. En 1941, tras la nacionalización de todos los ferrocarriles de ancho ibérico, las infraestructuras españolas pasaron a manos de la recién creada RENFE. Bajo gestión de RENFE se introdujo la tracción diésel en la línea, sin servicio internacional directo, que paulatinamente acabaría sustituyendo a las locomotoras de vapor que hasta entonces habían predominado en esta infraestructura.
El 16 de febrero de 1950, la Gazeta dos Caminhos de Ferro informó de que estaba previsto restablecer los servicios internacionales directos el 14 de mayo, y que tanto Comboios de Portugal como RENFE habían acordado el uso de vagones directos desde Oporto a La Fuente de San Esteban, para evitar el transbordo en Barca de Alba.

### Declive y clausura
Ya en la década de los 50, el periodista José da Guerra Maio pronosticaba el cierre de la línea internacional, debido principalmente al estado de varios puentes metálicos situados entre Barca de Alba e Hinojosa de Duero, que necesitaban ser renovados, un gasto que RENFE podría no estar dispuesta a pagar. Por lo tanto, propuso la construcción de una línea ferroviaria portuguesa a lo largo del valle del río Coa hasta Vilar Formoso, uniendo así las líneas del Duero y de la Beira Alta. A pesar de ello, siguió defendiendo el mantenimiento de los servicios internacionales a través de Barca de Alba, ya que estos seguían siendo la forma más rápida de acceso de los turistas extranjeros al valle del Duero y a Trás-os-Montes.

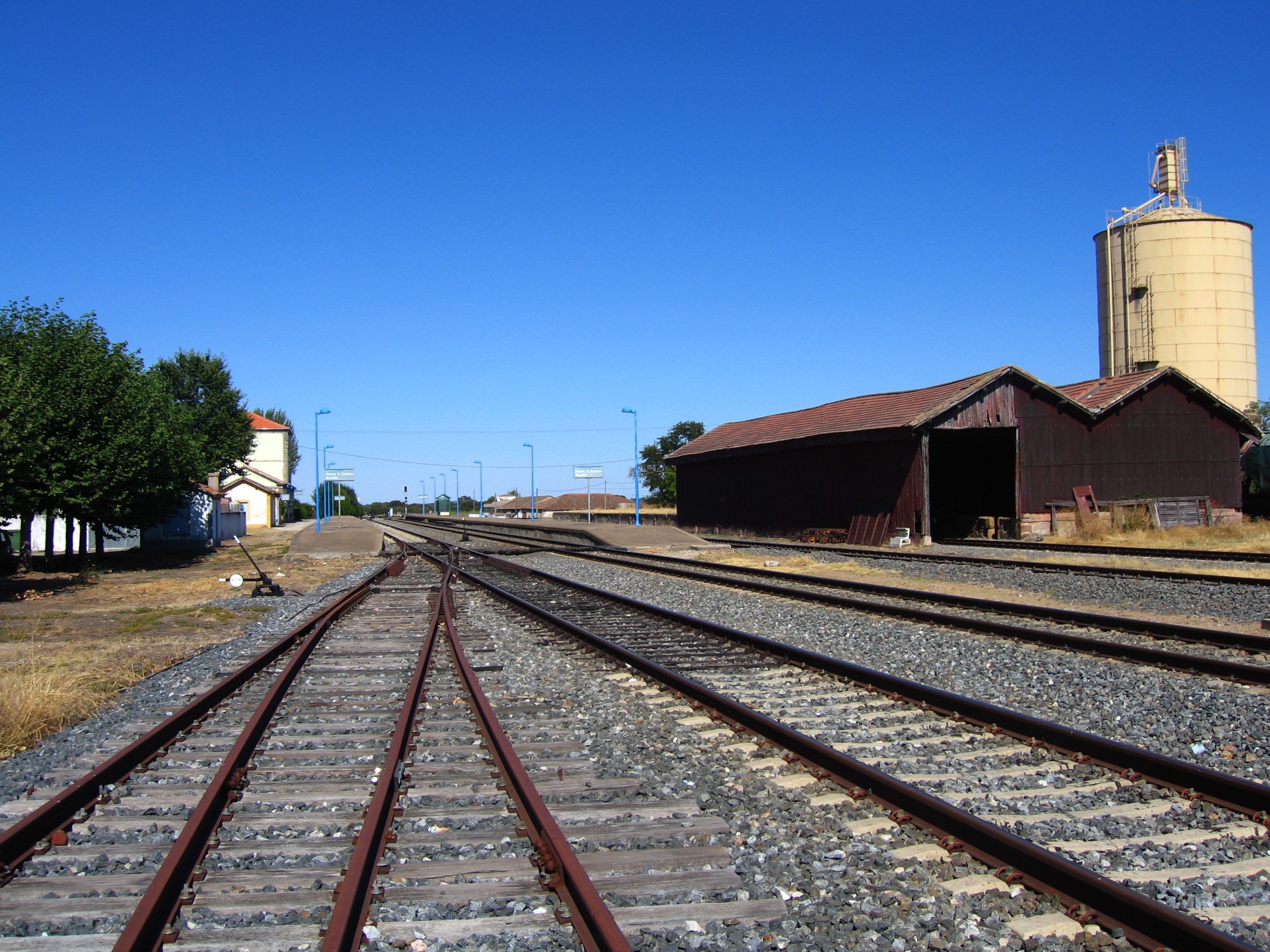
Estación de La Fuente de San Esteban-Boadilla, donde comenzaba la línea, en la vía de la izquierda

En 1979, a pesar de ser una línea internacional, fue considerada de importancia secundaria por la Red Nacional de los Ferrocarriles Españoles, que ya planeaba su cierre. En ese año, los únicos servicios que utilizaban la línea eran los trenes locales entre Barca de Alba y La Fuente de San Esteban, prestados por locomotoras diésel. En junio de 1981, el Gabinete de Información y Relaciones Externas de RENFE organizó una exposición conmemorativa del primer centenario de la línea de Salamanca a la frontera portuguesa en el palacio de la Diputación de Salamanca. Esta exposición incluía varias fotografías, piezas ferroviarias antiguas como faros y campanas, y maquetas de material rodante y estaciones.

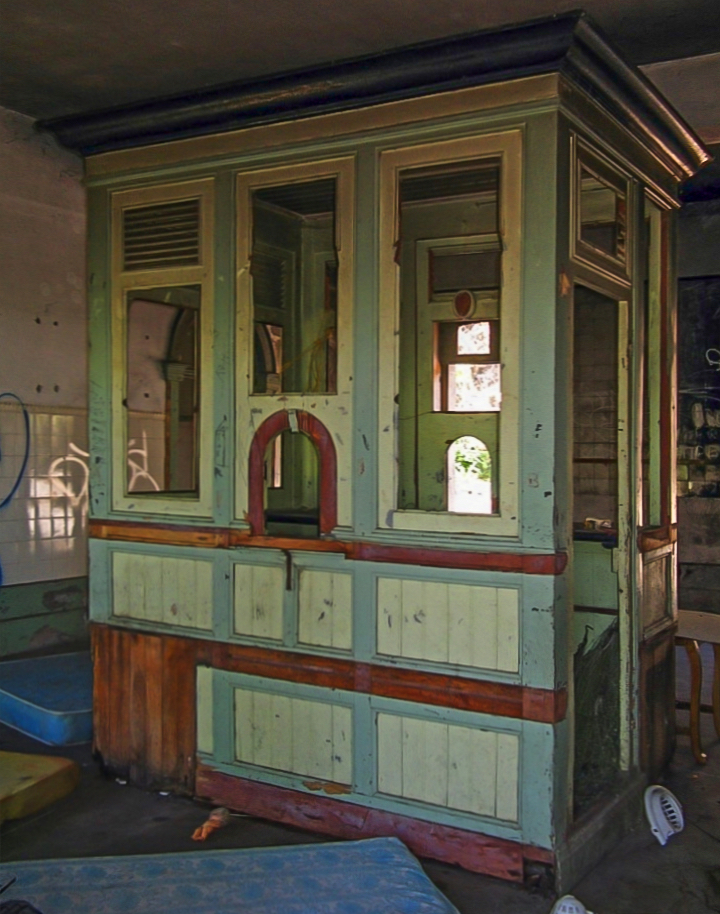
Antigua taquilla de billetes en la estación de Barca de Alba

En septiembre de 1984, el Gobierno español decide cerrar la línea entre la aduana de La Fregeneda y la estación de La Fuente de San Esteban-Boadilla, con efecto a partir del 1 de enero de 1985, alegando falta de rentabilidad. Ello supone consecuentemente también el cierre del tramo internacional entre La Fregeneda y Barca de Alba. En 1988, el Gobierno portugués clausura igualmente el tramo entre las estaciones de Barca de Alba y Pocinho al alegar también que era inviable su explotación sin tener continuidad la vía férrea en el lado español. De esta forma, la portuguesa línea del Duero actualmente solo presta servicio entre las estaciones de Ermesinde y Pocinho.

## Situación actual
Desde el año 2000 está declarada Bien de Interés Cultural. En 2008, una sociedad catalana mostró su interés por reabrir este tramo con objetivos turísticos. En 2011, nació la asociación Todavía con el objetivo de conservar y rehabilitar la vía, realizando actuaciones como desbrozar las vías o mantener de forma básica las infraestructuras.
En marzo de 2011, voluntarios portugueses y españoles de la asociación Todavía inició un programa de limpieza de la vía entre Pocinho y La Fuente de San Esteban. En su momento, el representante español de la asociación, José Herrero, afirmó que los gobiernos e instituciones de ambos países no habían encontrado una solución para la línea internacional, lo que llevó a la formación de este grupo cívico transfronterizo para poner en valor el patrimonio ferroviario. En este sentido, propusieron la instalación de un sistema de vehículos ligeros que circulen sobre raíles a lo largo del recorrido cerrado, que podrían ser impulsados por pedales, energía solar u otros métodos, para lo que no serían necesarias grandes obras en la infraestructura de las líneas. Esto permitiría a los visitantes conocer tanto el patrimonio ferroviario como el paisaje natural del Duero transfronterizo, y al mismo tiempo contribuiría de forma sostenible al desarrollo de la región.
En 2016, la Diputación de Salamanca aprobó un presupuesto de 797 113,95 euros para restaurar e impulsar una ruta turística por el tramo entre La Fregeneda y Barca de Alba. Entre las actuaciones realizadas destacan las relacionadas con la seguridad en los puentes, para el paso de senderistas, reponiendo las tablas de madera en los paseos laterales. En los túneles se intervino en las dovelas, reponiendo las que se habían desprendido o estaban en mal estado, para reforzar la estructura de los túneles, y en las condiciones de higiene, limpiando los excrementos de los murciélagos. En los túneles 1 y 3 se colocaron cerramientos para la protección de estos animales.

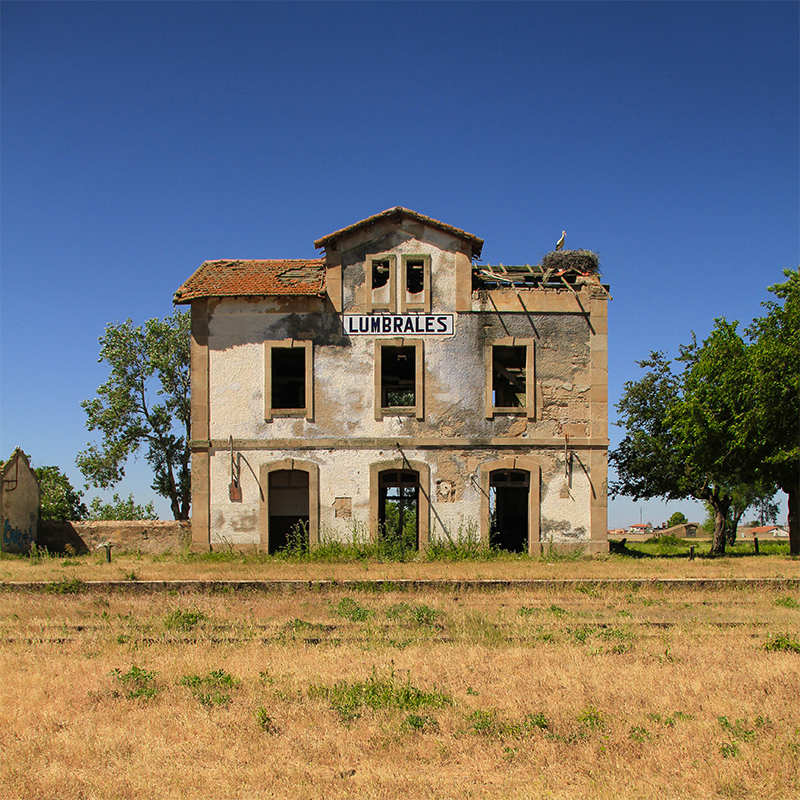
Estación de Lumbrales

A finales de 2018 se presentó en Bruselas, durante el evento de las Semanas de las Regiones, un estudio sobre el transporte ferroviario en las zonas fronterizas de los países de la Unión Europea, y se calificó la conexión internacional abandonada entre Pocinho y La Fuente de San Esteban como un eje de potencial económico sin explotar. La empresa alemana KCW, autora del estudio, cuestionó a los Ministerios de Obras Públicas en Portugal y de Fomento en España sobre si se había realizado algún estudio de viabilidad para la reapertura de esos tramos, aunque no obtuvo respuesta. Calculó que la inversión necesaria para reabrir el eje entre Pocinho y La Fuente de San Esteban sería de unos 163 millones de euros, con financiación parcial de la Unión Europea, pero que la línea no necesitaría subvenciones durante su funcionamiento, ya que los ingresos por billetes deberían ser suficientes para cubrir los gastos. También recomendó que se organizaran dos trenes diarios en ambas direcciones, previendo un número total diario de 304 pasajeros, y recordó que en Salamanca ya existen conexiones ferroviarias rápidas con la capital española y la costa oriental de la península.

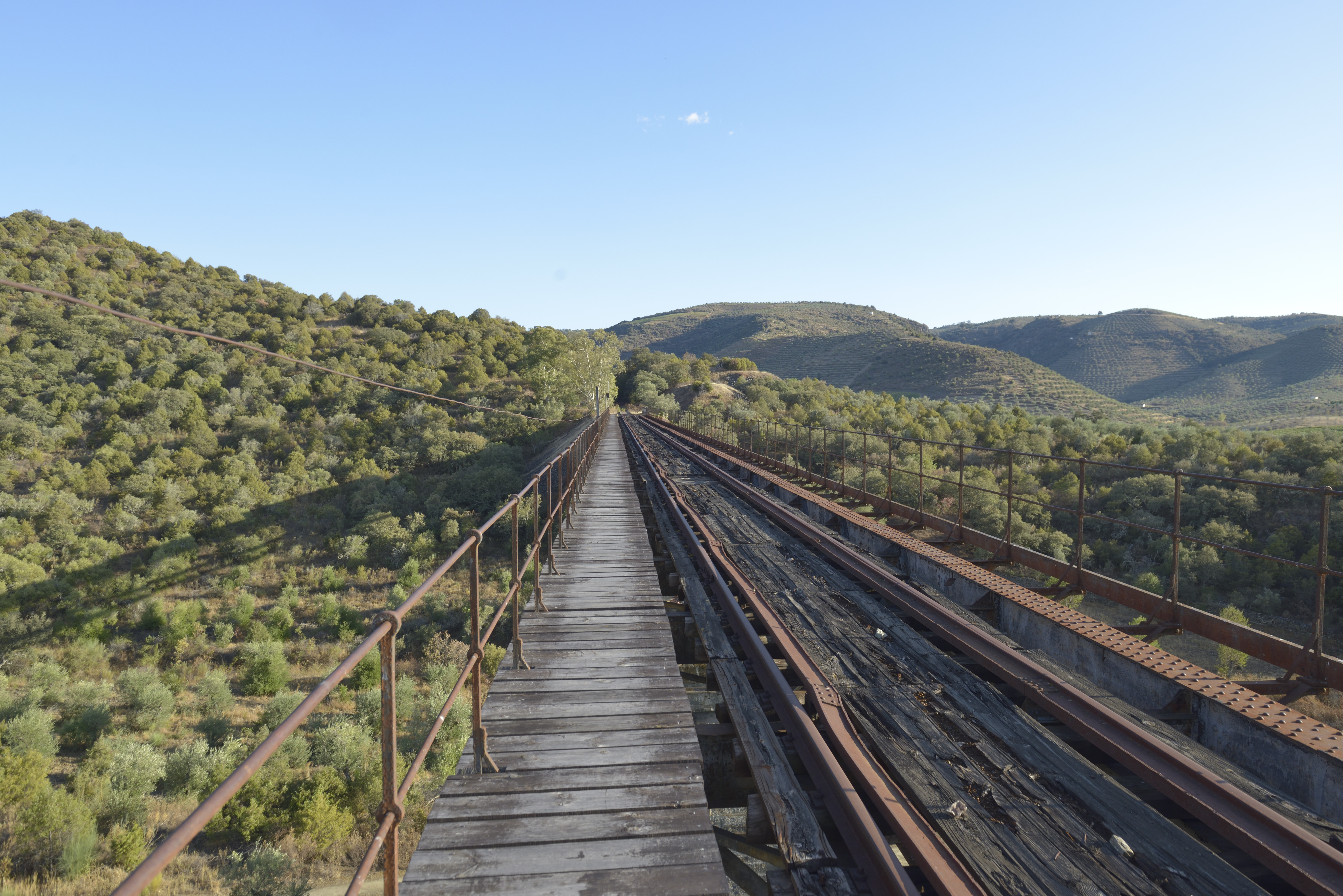
El Puente de las Almas, en el tramo conocido como Camino de Hierro, a su paso por las arribes

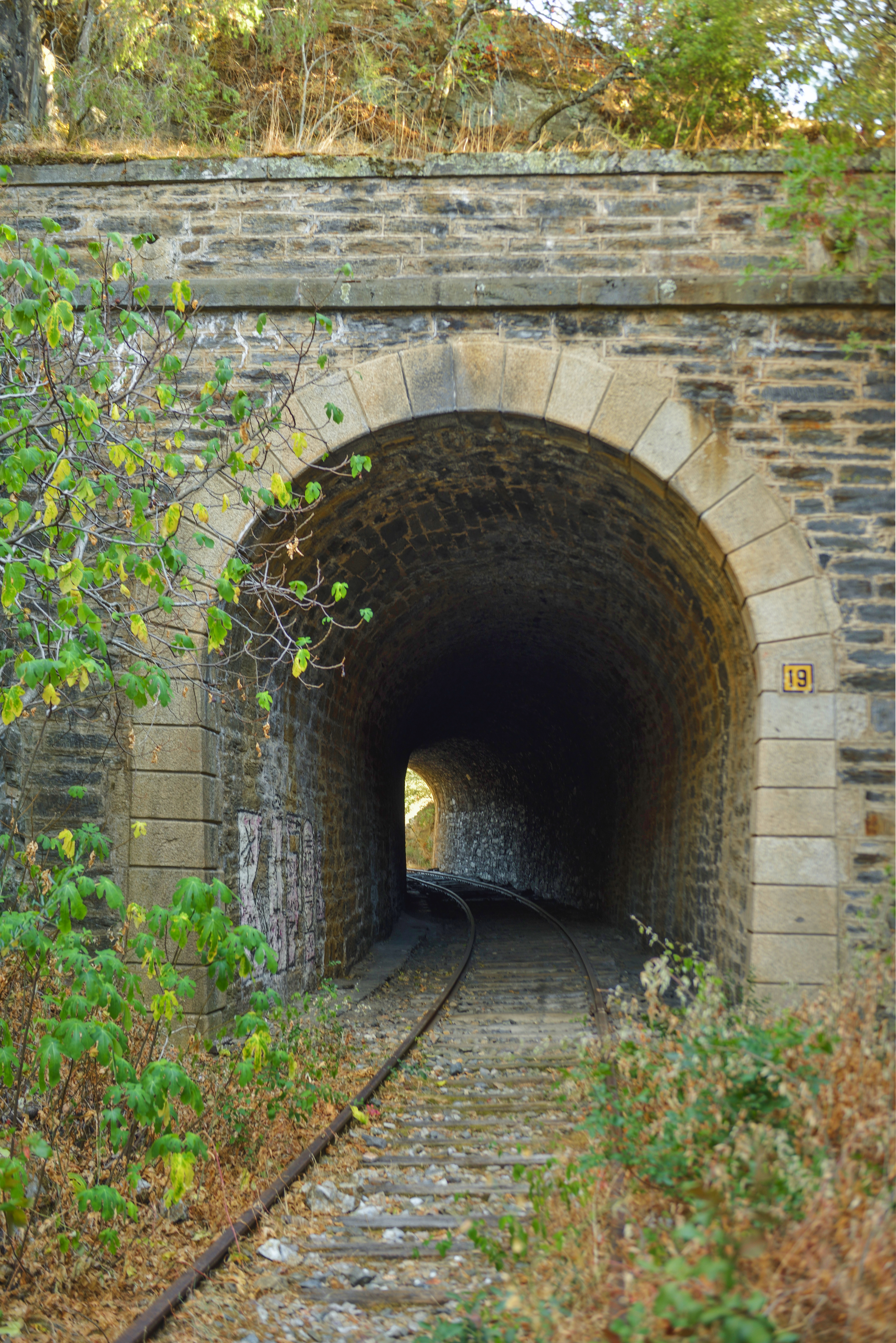
Túnel n.º 19

En marzo de 2019, a unos meses para la apertura del tramo a los turistas, la Diputación abre la licitación del servicio con un presupuesto de 190 042 euros. El horario de otoño-invierno se establece del 15 de octubre al 31 de marzo, de 9:00h a 16:30h, y el de primavera-verano, del 1 de abril al 14 de octubre, de 7:30h a 15:00h. La empresa ganadora deberá ofrecer visitas guiadas por el tramo, así como el servicio de autobús lanzadera entre el muelle de Vega Terrón y la estación de La Fregeneda-Valdenoguera.
El 15 de junio de 2019 se lanzó oficialmente una petición pública en el Museo do Douro, en Peso da Régua, para modernizar y reabrir al servicio el tramo de la línea del Duero entre Pocinho y Barca de Alba, como parte del programa nacional portugués de inversiones hasta 2030. Se indica que este proceso debería hacerse junto con el Estado español y la comunidad autónoma de Castilla y León, para cubrir también la línea internacional hasta La Fuente de San Esteban. La reapertura de los tramos entre Pocinho y La Fuente de San Esteban no solo tendría un gran potencial como eje turístico, sino que también serviría para mejorar la accesibilidad de las poblaciones de ambos lados de la frontera, en una región que estaba sufriendo un marcado proceso de despoblación. Uno de los participantes en la ceremonia de lanzamiento de la petición pública fue el profesor Manuel Tão, especialista en transporte ferroviario, que destacó la importancia del corredor internacional entre Oporto y Salamanca, que concentra varios monumentos clasificados como Patrimonio de la Humanidad: además de las propias ciudades de Salamanca y Oporto, también la región vitícola del Alto Duero, y los grabados de arte rupestre del Valle del Coa y de Siega Verde.
En septiembre de 2019, el primer ministro portugués António Costa, en visita a las obras de electrificación de la línea del Duero hasta Pocinho, indicó que solo recuperaría la continuación hasta Barca de Alba si hubiese un acuerdo con España para que reabriese la conexión internacional por la línea La Fuente de San Esteban-Barca de Alba, conexión que el Gobierno español no consideraba prioritaria.
En marzo de 2021, la Asamblea de la República portuguesa aprobó por unanimidad reabrir el tramo abandonado de la línea del Duero desde Pocinho hasta la frontera española en Barca de Alba. La decisión no es vinculante, pero emplaza al Gobierno portugués a llevarla a cabo, incluso si España no reabre la prolongación entre Barca de Alba y La Fuente de San Esteban, sustentando la decisión en que serviría de apoyo al sector minero del municipio de Torre de Moncorvo e incentivaría la cohesión territorial y el turismo en la zona, declarada Patrimonio de la Humanidad por la Unesco.

### Camino de Hierro

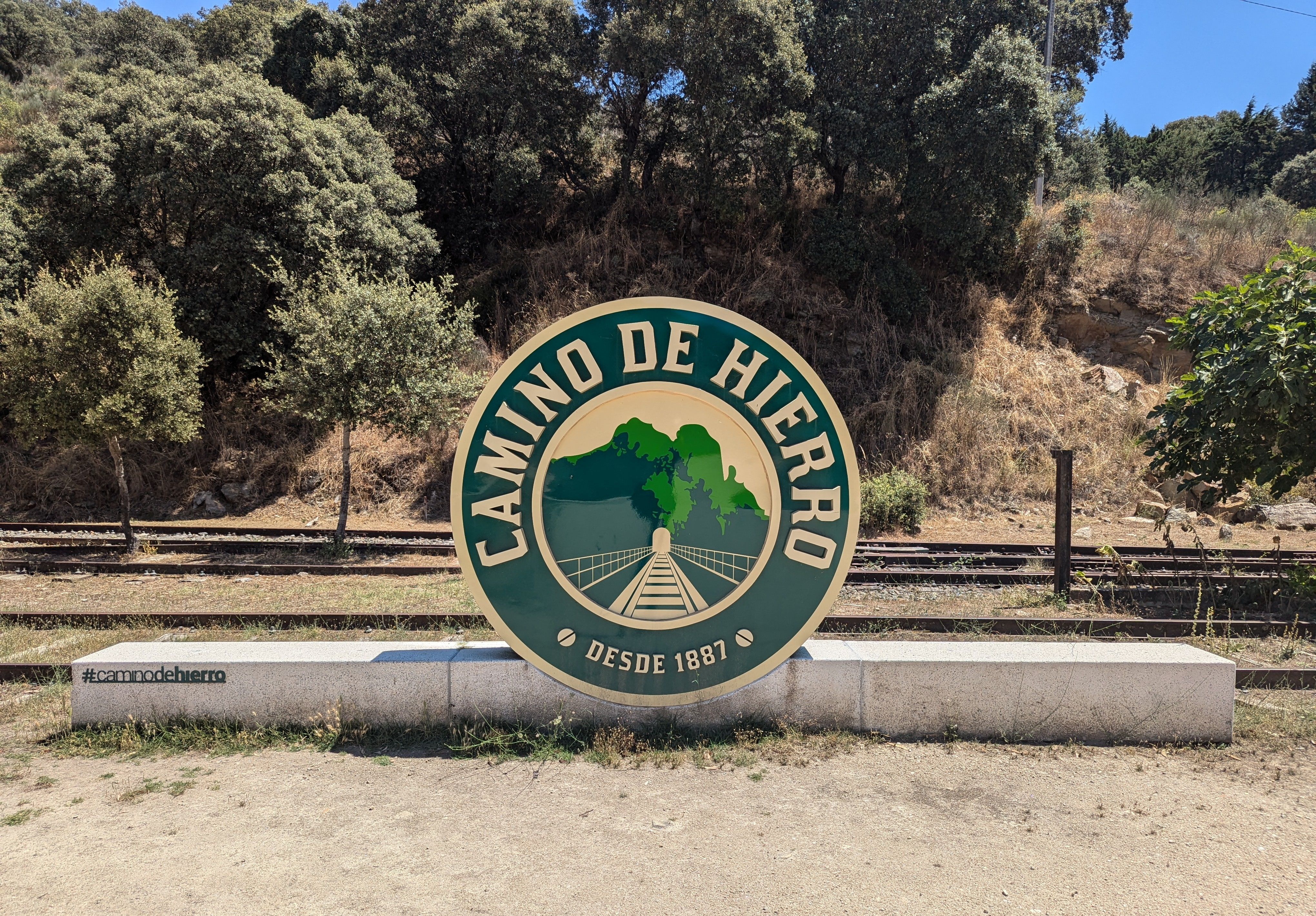
Logo del Camino de Hierro en la estación de La Fregeneda

El tramo comprendido entre las estaciones de La Fregeneda y Barca de Alba se conoce como el Camino de Hierro de La Fregeneda. Es la parte de la línea que atraviesa las arribes del río Águeda, una complicada geografía que establece la frontera natural entre España y Portugal y en la que se tuvieron que construir 20 túneles y 12 puentes para salvar sus complicados desniveles. Algunas fuentes indican que se trata de 20 túneles y 13 puentes, incluyendo el que salva el río Froya, pero este ya se encuentra fuera de este tramo, después de la estación de La Fregeneda.
La línea se ha convertido en uno de los lugares de mayor atractivo turístico del parque natural de Arribes del Duero. Los puntos más visitados de la línea son los de los alrededores de las estaciones abandonadas de Barca de Alba y La Fregeneda debido a su facilidad de acceso, pero los lugares más llamativos son los del tramo más complicado, el que atraviesa las arribes del río Águeda, debido a la sucesión de túneles y puentes a su paso por un paisaje vertiginoso. Hasta 2019, Adif desaconsejaba totalmente la visita, ya que existían zonas en mal estado de conservación. Fue entonces cuando la Diputación de Salamanca adecuó la línea para cumplir con las normas de seguridad y poder ser recorrida a pie sin peligro.
La ruta senderista oficial fue inaugurada el 23 de abril de 2021, tras varios retrasos por la pandemia de COVID-19 y otros motivos.

## Trazado y características

### Intersecciones con carreteras
Esta vía tiene pasos a nivel con las siguientes vías:
| - DSA-443 - DSA-461 - DSA-591 | - DSA-451 - DSA-574 - SA-CV-10 | - DSA-460 - DSA-576 |

Así mismo también atraviesa por debajo a la DSA-590, y hasta en tres ocasiones a la CL-517.